# Jamestown (Santa Elena)
Jamestown es un puerto y la capital del territorio británico de ultramar de Santa Elena, Ascensión y Tristán de Acuña, en el océano Atlántico Sur, África. Tiene una población de 630 habitantes. Fue fundada en 1659 por la Compañía de las Indias Orientales, siendo la segunda más antigua de los territorios británicos después de las Bermudas. Está rodeado por desfiladeros escarpados.
Ubicado en la costa noroeste de la isla Santa Elena, es el asentamiento principal e histórico de la isla. Al ser puerto, cuenta con instalaciones para la descarga de las mercancías entregadas a la isla, y es el centro de la red de carreteras de la isla y la red de comunicaciones (principalmente radio).

## Historia y características

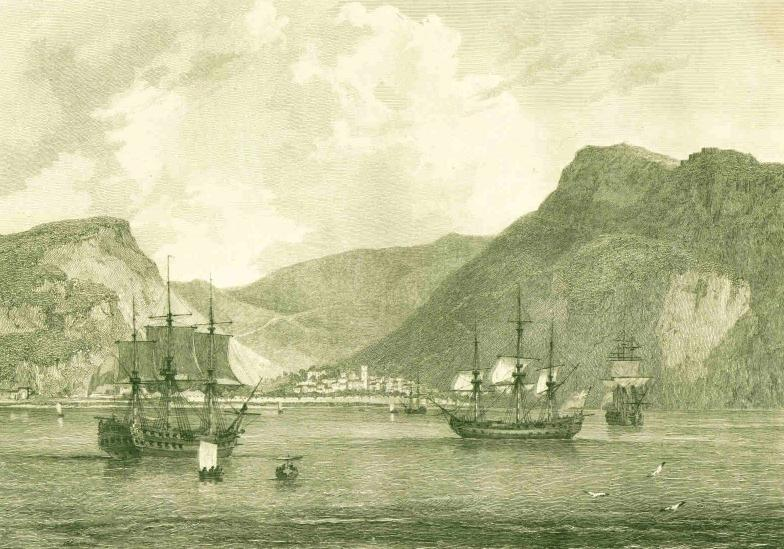
Vista de la bahía James en 1794

Jamestown fue fundada en 1659 por la Compañía Británica de las Indias Orientales y recibió el nombre de James, duque de York, quien fuera posteriormente el rey Jacobo II de Inglaterra. Una fortaleza, originalmente llamada Castillo de San Juan, se completó dentro de un mes y nuevas casas fueron construidas más allá del valle. Con la restauración de la monarquía en 1660, la fortaleza fue renombrada como Fuerte James, la ciudad como Jamestown y el valle como James Valley. Entre enero y mayo de 1673 la Compañía Neerlandesa de las Indias Orientales tomó por la fuerza la isla, antes de que los refuerzos ingleses restauraron el control. Desde entonces, la ciudad ha sido habitada continuamente por ingleses y es dominio británico.
La ciudad está construida sobre roca ígnea en un estrecho valle, situado entre acantilados de 150 metros que no son adecuados para la construcción. Por tanto, la ciudad es bastante alargada, encajonada y densamente poblada, con construcciones muy unidas, y calles largas y sinuosas. La principal de ellas, tiene cerca de una milla de largo. Arbustos y árboles decoran algunas de las esquinas de las calles. El terreno circundante es áspero y escarpado, y son frecuentes los desprendimientos de rocas, que a veces dañan edificios, habiendo defensas a media ladera para minimizar daños. La ciudad se divide comúnmente en zonas alta y baja, dependiendo de la altitud del valle.
La ciudad cuenta con algunos ejemplos de la arquitectura colonial británica georgiana de la era y que se propone como un Patrimonio de la Humanidad por la UNESCO. Muchos edificios están construidos con la roca volcánica local. La Iglesia de San Jacobo existe desde 1774 y es la iglesia anglicana más antigua en el Hemisferio Sur. Otras dos iglesias son notables en la ciudad: la Iglesia de San Juan (anglicana) y la del Sagrado Corazón (católica), en la zona alta. Jamestown cuenta con más de la mitad de los edificios protegidos de la isla, una designación para los edificios de mérito histórico o arquitectónico. El lugar más prominente de la ciudad es Jacob's Ladder, una escalera de mano con 699 escalones, construida en 1829 por la Saint Helena Railway Company que conecta Jamestown con la guarnición en Ladder Hill, aún usada en la actualidad. Por las noches se ilumina y una carrera conometrada tiene lugar todos los años, con gente que viene de distintas partes del mundo.
Siendo el único puerto de la isla (con el aeropuerto operativo desde 2016) la ciudad es la única entrada por mar a la isla para los visitantes, y puede ser especialmente ocupado con turistas que provienen de los cruceros que llegan. El Museo de Santa Elena se encuentra en Jamestown, siendo uno de los dos museos de la isla (el otro es Longwood House). Cerca de Jamestown también se encuentra el High Knoll Fort (en ruinas) y más hacia el interior cuenta atractivos turísticos basados en el exilio de Napoleón Bonaparte en la isla, es decir, la casa de Longwood, el Briars y su tumba. Otro sitio de interés en la ciudad es el Broadway House. Debido al turismo en la isla, la ciudad cuenta con varios hoteles y restaurantes, así también como pubs y varias tiendas.

## Población

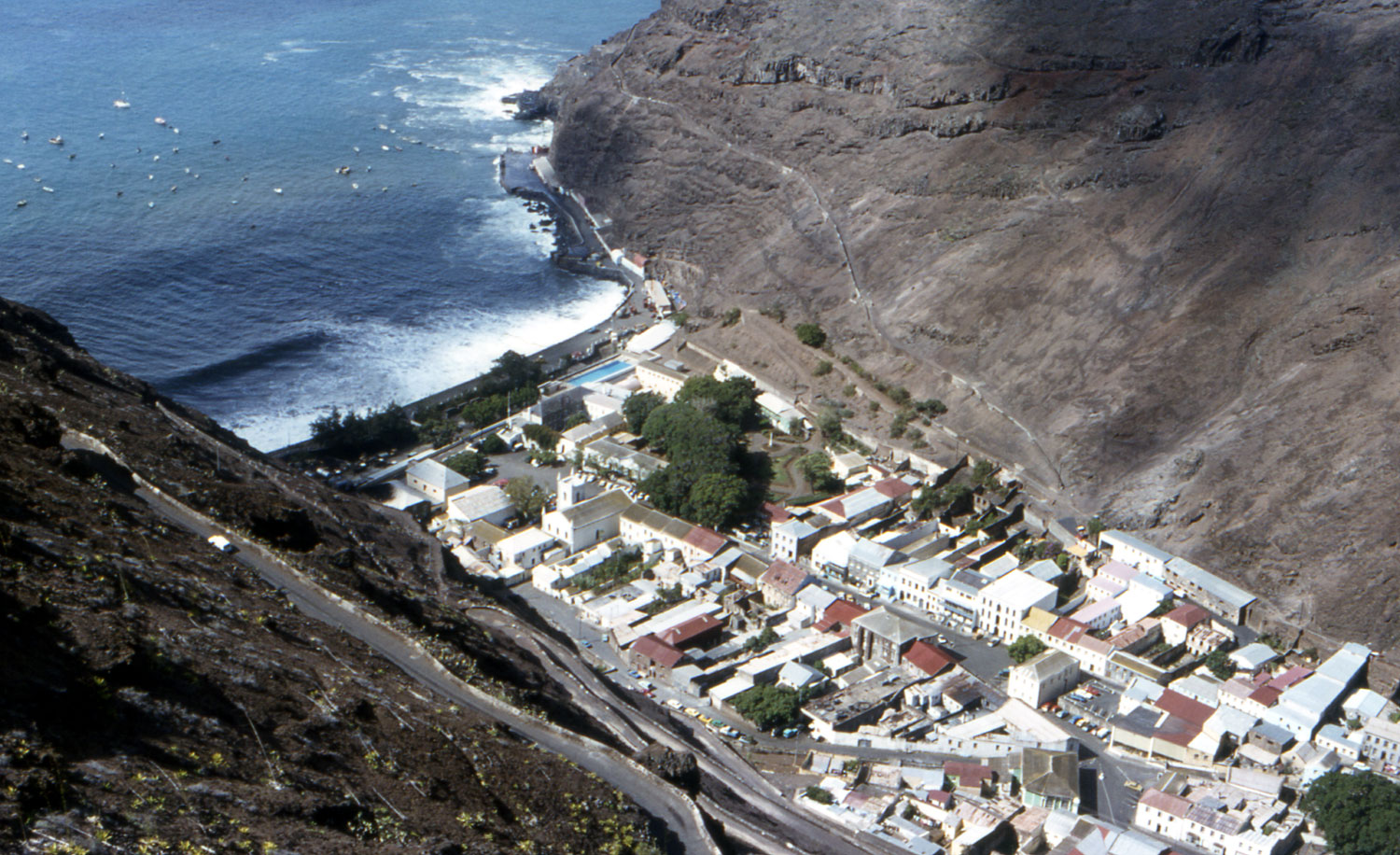
Jamestown desde lo alto en 1985.

La población de la ciudad ha estado disminuyendo a la par con la población de la isla, pero también porque el suburbio de Half Tree Hollow ha ido creciendo. Este suburbio fue construido debido a la falta de un espacio adecuado en Jamestown y a su geología. En el año 2008 tenía una población de 714 habitantes, en comparación con una población de 884 en 1998. La ciudad ya no es el asentamiento más grande en la isla, ya que Half Tree Hollow y San Pablo están un poco más pobladas.

## Estatus
Jamestown es oficialmente una ciudad, un estatus concedido por la reina Victoria en 1859, y su nombre completo es "Ciudad de James Town". También es uno de los 8 distritos (divisiones administrativas) de la isla y se extiende hacia el norte a lo largo de la costa, incluyendo James Bay, la bahía de Rupert y la bahía Banks Valley, así como ligeramente en el interior a lo largo del valle. El pequeño asentamiento de Haytown se encuentra en Valle de Rupert. Este se trataba de una nueva ciudad planificada (aunque no creció como se esperaba), creada por el gobernador Hay en la década de 1860.
Jamestown es la capital tanto de la isla Santa Elena como del territorio de ultramar británico de Santa Elena, Ascensión y Tristán de Acuña. A pesar de ser desde hace mucho tiempo la capital de la isla, Plantation House (la residencia oficial del Gobernador, construida en 1792) y la Catedral de San Pablo (de culto anglicano, construida en 1851) se encuentran unos 3 kilómetros al sur, en Saint Paul's. Sin embargo, los principales edificios administrativos de los organismos públicos de la isla se encuentran en Jamestown, incluido El Castillo. Una explicación para la ubicación de la residencia oficial del Gobernador es que el clima es menos árido y el terreno se encuentra más hacia el interior, en comparación con los del valle de James.

## Clima
Jamestown cuenta con un clima árido con temperaturas constantes durante todo el año. A pesar de que la ciudad tiene un clima árido, las temperaturas son moderadas por el océano adyacente. Como resultado de ello, pocas veces se pone muy caluroso en Jamestown. La temperatura en la zona de Jamestown está a unos 5 grados más caliente que el resto de la isla, debido a la diferencia de altura. Las partes más altas de la isla son también más húmedos que el pueblo, que se encuentra en la costa más seca y en un lugar protegido. Las aguas circundantes puede ser muy peligrosas a veces, y hay un pequeño dique para proteger el asentamiento.
| Parámetros climáticos promedio de Jamestown | Parámetros climáticos promedio de Jamestown | Parámetros climáticos promedio de Jamestown | Parámetros climáticos promedio de Jamestown | Parámetros climáticos promedio de Jamestown | Parámetros climáticos promedio de Jamestown | Parámetros climáticos promedio de Jamestown | Parámetros climáticos promedio de Jamestown | Parámetros climáticos promedio de Jamestown | Parámetros climáticos promedio de Jamestown | Parámetros climáticos promedio de Jamestown | Parámetros climáticos promedio de Jamestown | Parámetros climáticos promedio de Jamestown | Parámetros climáticos promedio de Jamestown |
| Mes                                         | Ene.                                        | Feb.                                        | Mar.                                        | Abr.                                        | May.                                        | Jun.                                        | Jul.                                        | Ago.                                        | Sep.                                        | Oct.                                        | Nov.                                        | Dic.                                        | Anual                                       |
| ------------------------------------------- | ------------------------------------------- | ------------------------------------------- | ------------------------------------------- | ------------------------------------------- | ------------------------------------------- | ------------------------------------------- | ------------------------------------------- | ------------------------------------------- | ------------------------------------------- | ------------------------------------------- | ------------------------------------------- | ------------------------------------------- | ------------------------------------------- |
| Temp. máx. abs. (°C)                        | 32                                          | 32                                          | 33                                          | 34                                          | 28                                          | 27                                          | 26                                          | 26                                          | 26                                          | 26                                          | 27                                          | 28                                          | 34                                          |
| Temp. máx. media (°C)                       | 27                                          | 27                                          | 28                                          | 27                                          | 24                                          | 23                                          | 22                                          | 22                                          | 22                                          | 23                                          | 23                                          | 24                                          | 24                                          |
| Temp. mín. media (°C)                       | 21                                          | 21                                          | 22                                          | 21                                          | 19                                          | 18                                          | 17                                          | 17                                          | 17                                          | 18                                          | 18                                          | 19                                          | 19                                          |
| Temp. mín. abs. (°C)                        | 17                                          | 19                                          | 19                                          | 17                                          | 16                                          | 16                                          | 12                                          | 15                                          | 14                                          | 16                                          | 17                                          | 16                                          | 12                                          |
| Precipitación total (mm)                    | 8                                           | 10                                          | 20                                          | 10                                          | 18                                          | 18                                          | 8                                           | 10                                          | 5                                           | 3                                           | 0                                           | 3                                           | 113                                         |
| Días de lluvias (≥ 1 mm)                    | 4                                           | 4                                           | 5                                           | 3                                           | 4                                           | 6                                           | 8                                           | 3                                           | 2                                           | 0.7                                         | 0                                           | 1                                           | 41                                          |
| Fuente: BBC Weather                         |                                             |                                             |                                             |                                             |                                             |                                             |                                             |                                             |                                             |                                             |                                             |                                             |                                             |

## Galería

Jamestown
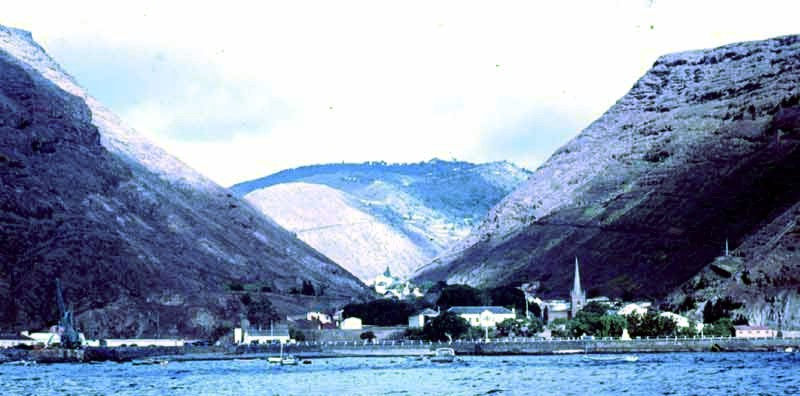
Vista hacia 1970
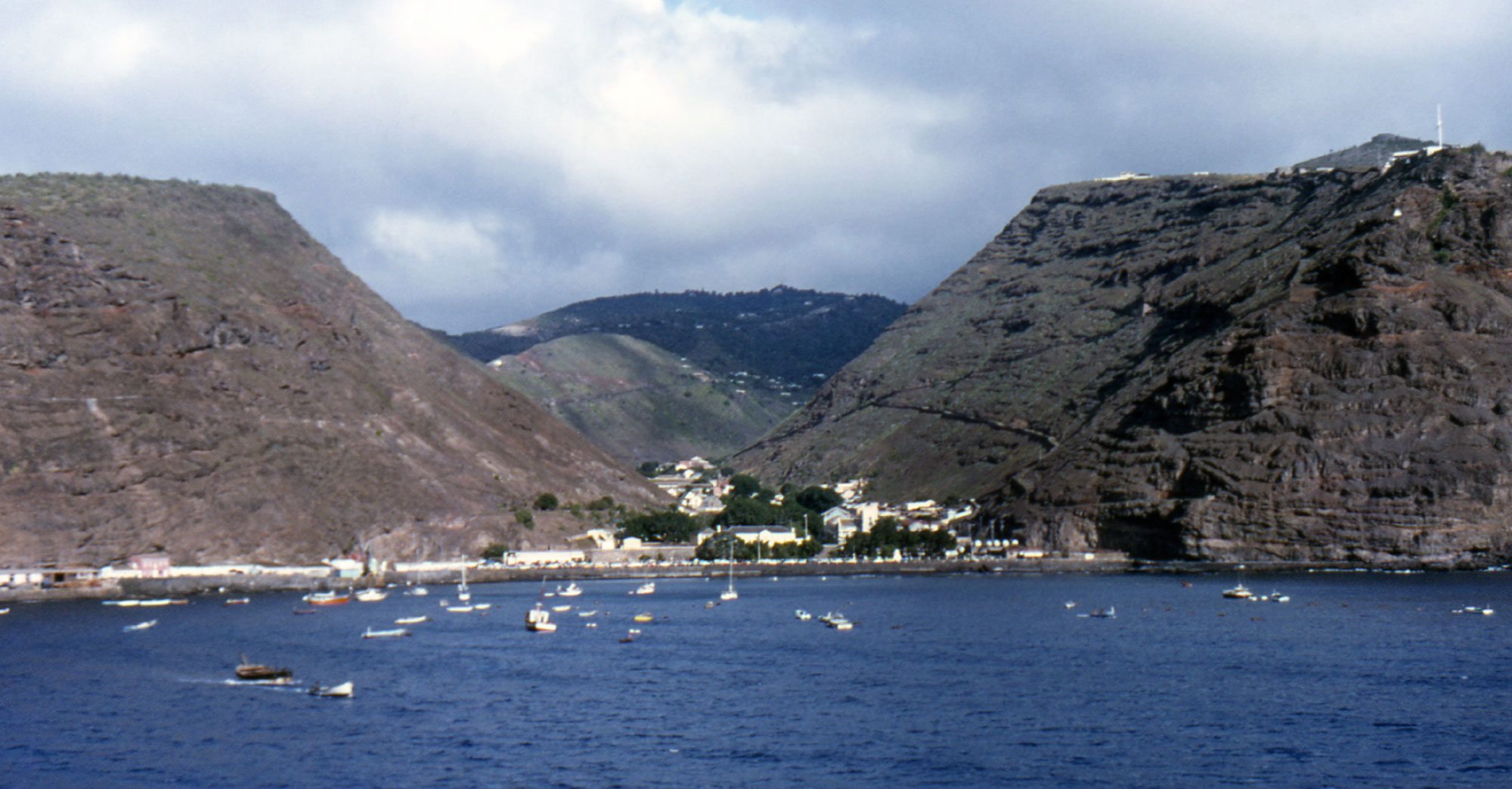
Otra vista desde el mar
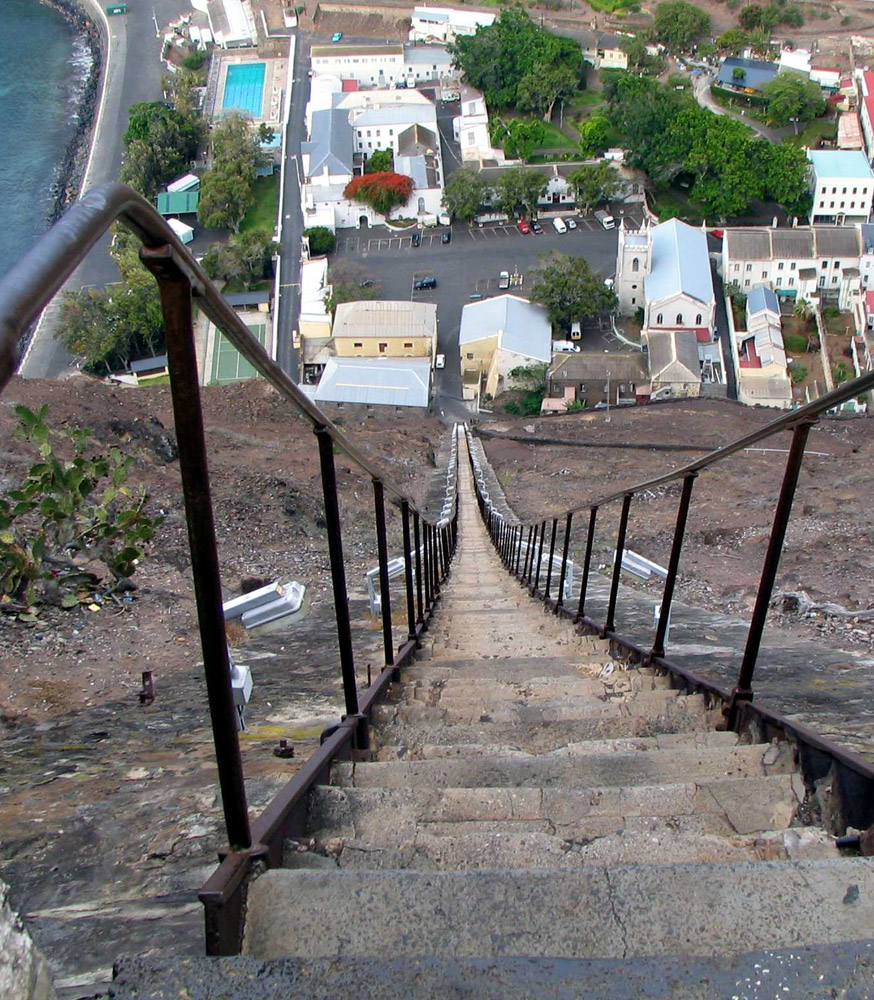
Vista desde el Jacob's Ladder
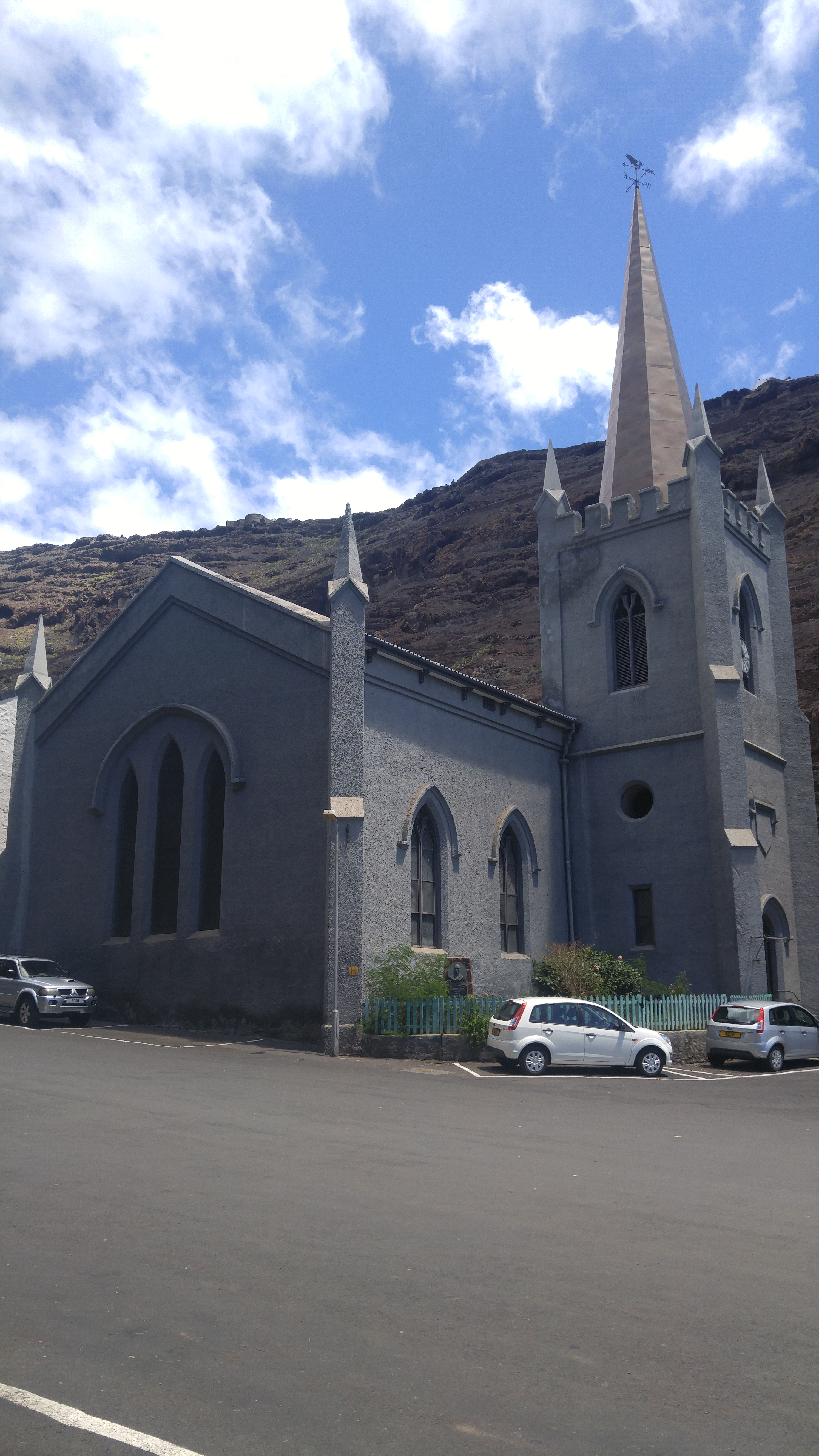
Iglesia de Saint James
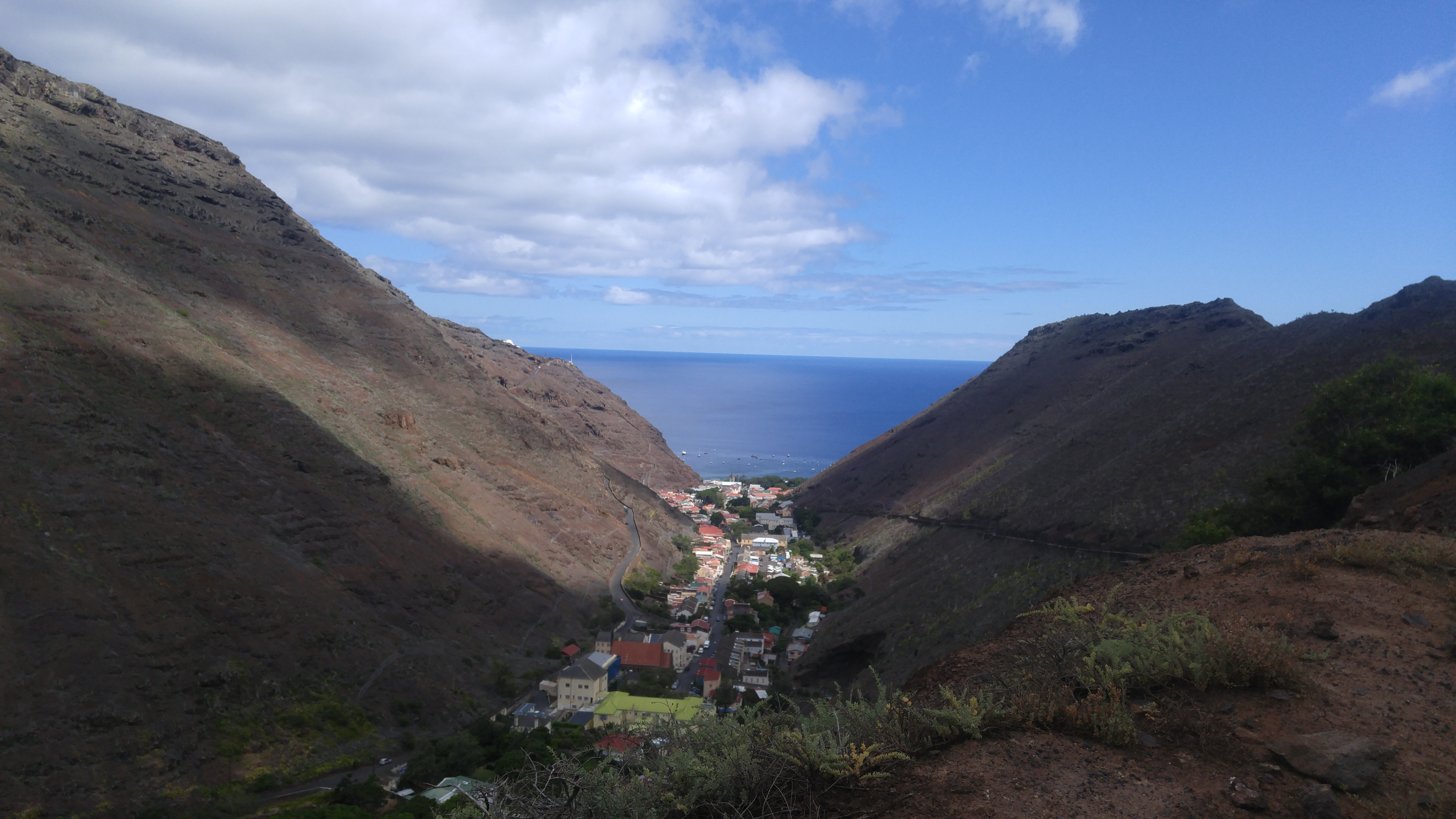
Jamestown visto desde el sur
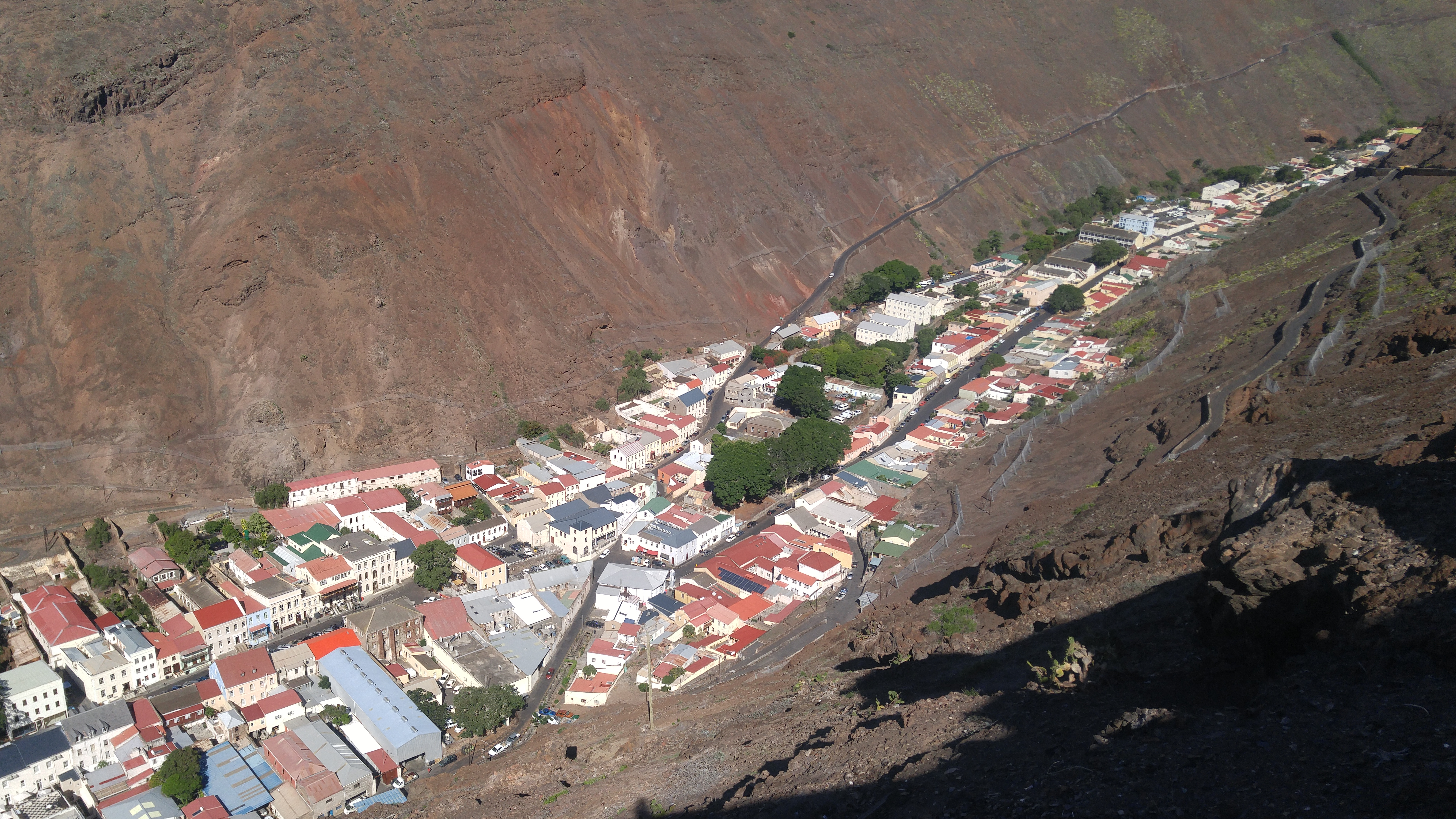